# Sterling (Vermont)
Sterling war eine Town in Vermont in den Vereinigten Staaten, die zwischen 1782 und 1855 bestand. Bei ihrer Gründung besaß die Town eine Fläche von 23.040 acres (etwa 93,2 km²). Das Gebiet liegt inmitten der Green Mountains und grenzte im Norden an Johnson, im Osten an Morristown, im Süden an Mansfield und im Westen an Cambridge.
Sterling wurde am 25. Februar 1782 zur Besiedlung ausgerufen und etwa ab 1799 besiedelt. Genauere Angaben sind nicht mehr überliefert. Die konstituierende Stadtversammlung fand am 1. März 1806 statt.
Die Gemeinde verfügte zu keinem Zeitpunkt ihres Bestehens über einen Hauptort, eine Mühle oder ein Postamt; es gab keine Kirchengemeinde und keine regelmäßige Postverbindung. Sie war stets dünn besiedelt und aufgrund der wenig fruchtbaren Böden war auch die Landwirtschaft kaum einträglich. Für 1840 werden 193 Einwohner verzeichnet; die wichtigsten landwirtschaftlichen Produkte waren Kartoffeln und Schafe.
Da der Verwaltungsaufwand für die wenigen Bewohner als zu groß erachtet wurde, entschieden sie sich, die Town zu verkleinern. Am 30. Oktober 1828 wurde der westliche Teil der Town, ein Streifen von 2 Meilen (rund 3,5 Kilometer) Breite, an den Nachbarn Cambridge abgegeben. In einer weiteren Abstimmung im Jahr 1855 wurde mit 40 zu 10 Stimmen die Auflösung der Town zum 14. November 1855 beschlossen. Das Gelände wurde den umliegenden Towns Johnson, Morristown und Stowe zugeschlagen, die Verwaltungsakten dem Stadtarchiv in Morristown übergeben.